# Walter Bersch

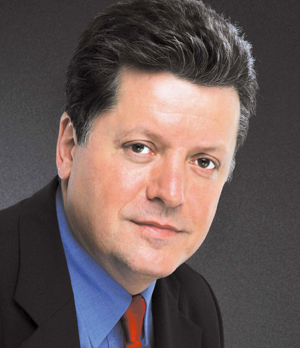
Walter Bersch

Walter Bersch (* 7. April 1954 in Boppard) ist ein deutscher Politiker (SPD). Im Jahr 1994 war er kurzzeitig Mitglied des Deutschen Bundestages und von 1997 bis 2021 Bürgermeister der Stadt Boppard.

## Leben
Bersch wuchs im heutigen Bopparder Ortsbezirk Oppenhausen auf. Das Abitur legte er  am Johannes-Gymnasium in Lahnstein ab. Er studierte Politologie mit Abschluss Diplom, Pädagogik mit Abschluss Promotion, Jura und Volkswirtschaft an der Rheinischen Friedrich-Wilhelms-Universität Bonn und an der Philipps-Universität Marburg. Bersch ist verheiratet und hat zwei Kinder.

## Politische Tätigkeiten
Seit 1973 ist Bersch Mitglied in der SPD. Zudem ist er Mitglied in der  Arbeiterwohlfahrt, der Gewerkschaft Ver.di, dem Bund für Umwelt und Naturschutz Deutschland und der Volkshochschule Boppard. Von 1984 bis 1997 war er Ortsvorsteher des Ortsbezirks Oppenhausen und zog 1994 als Nachrücker für den ausgeschiedenen Abgeordneten Ralf Walter als Mitglied in den Deutschen Bundestag ein, dem er bis zum Ende dieser Legislaturperiode angehörte. Seit 1999 ist er Mitglied im Kreistag des Rhein-Hunsrück-Kreises und von 2000 bis 2006 war er Vorsitzender des „Forum Mittelrheintal e.V.“.
Bürgermeister der Stadt Boppard war Bersch ab dem 1. August 1997. Er wurde am 17. November 1996 mit 56,8 % der gültigen Stimmen gewählt. Wiedergewählt wurde er am 10. April 2005 mit 57,2 % und am 4. November 2012 mit 54,3 % der Stimmen. Diese dritte Wahl wurde am 2. Juli 2013 vom Verwaltungsgericht Koblenz für ungültig erklärt (Aktenzeichen 1 K 62/13.KO), weil sieben Ortsvorsteher öffentlich eine Wahlempfehlung für Bersch ausgesprochen hatten und dies nach Auffassung des Gerichtes eine unzulässige amtliche Beeinflussung darstellte. Bersch verzichtete daraufhin auf Rechtsmittel sowie auf eine rechtlich mögliche erneute Ernennung, kündigte aber gleichzeitig an, erneut kandidieren zu wollen. Am 31. Juli 2013 endete seine zweite Amtszeit und die Amtsgeschäfte wurden kommissarisch vom ersten Beigeordneten weitergeführt. Bei der Stichwahl für das Bürgermeisteramt am 6. Oktober 2013 setzte Bersch sich gegen seinen Herausforderer von der CDU abermals durch. Seine 3. Amtsperiode begann am 15. Oktober 2013 und endete am 14. Oktober 2021.

## Veröffentlichungen
- Arbeiterbewußtsein und Arbeiterbildung auf dem Lande, Verlag Arbeiterbewegung und Gesellschaftswissenschaften, Marburg 1985 (Dissertation 1984)
- Walter Bersch (Redaktion): Gegen Gewalt, Rassismus und Rechtsextremismus, Fraktion der SPD, Bonn 1993